# 26 de abril
El 26 de abril es el 116.º (centésimo decimosexto) día del año en el calendario gregoriano y el 117.º en los años bisiestos. Quedan un total de 249 días para finalizar el año.

## Acontecimientos

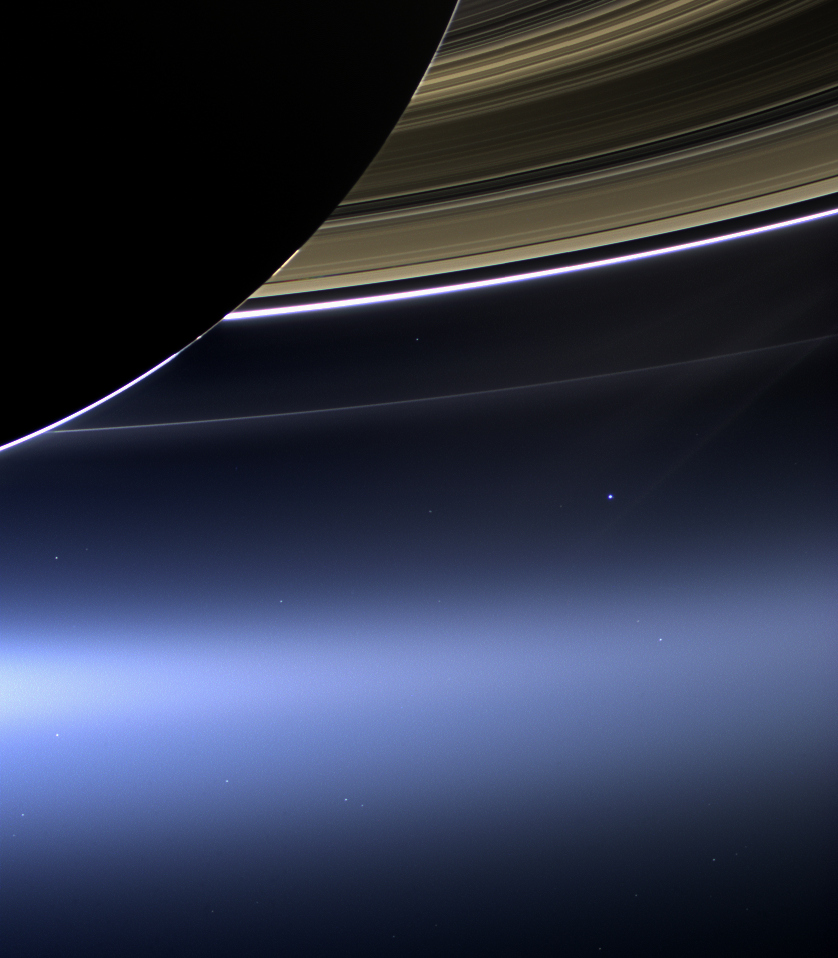
La nave Cassini se adentra en los anillos de Saturno comenzando la fase de su última misión.

- 1009: En Al-Ándalus (actual España), al-Mahdi anuncia su proclamación como nuevo califa de Córdoba por la muerte de su predecesor, Hisham II, aunque realmente solo se encontraba prisionero.
- 1238: en España se produce una revuelta contra Abd Allah Zannun tras la cual Málaga pasa a soberanía nazarí.
- 1478: en la península italiana ocurre la conspiración de los Pazzi.
- 1500: en Brasil se celebra la primera misa, marcando la llegada de la armada de Pedro Álvares Cabral a este país, confirmando su descubrimiento por Portugal.
- 1518: en Heidelberg (Alemania), en el marco de la Reforma protestante, ocurre la disputa de Heidelberg en la que Martín Lutero expone la teología de la cruz.
- 1544: Domingo Martínez de Irala sustituye a Álvar Núñez Cabeza de Vaca como gobernador de Paraguay.
- 1618: en el actual estado de Veracruz (México) se funda la ciudad de Córdoba.
- 1717: en Cape Cod, Massachusetts, EEUU. Se hunde el barco negrero Whydah Gally producto de una fuerte tormenta.
- 1790: en el actual estado de Tamaulipas (México) se funda la Villa de la Divina Pastora de las Presas del Rey (hoy Aldama).
- 1813: en la batalla de Yerbas Buenas, se enfrentan las fuerzas chilenas al mando del coronel Juan de Dios Puga y las fuerzas realistas al mando del brigadier Antonio Pareja.
- 1828: Rusia declara la guerra a Turquía por una supuesta violación del Tratado de Ackermann.
- 1829: en España, el rey Fernando VII aprueba un decreto para que se proceda a la elaboración de un nuevo Código Penal.
- 1829: en Argentina, en la batalla de Puente de Márquez, los generales federales Juan Manuel de Rosas y Estanislao López derrotan al general unitario Juan Galo Lavalle.
- 1860: se firma la paz en Tetuán que pone fin a la guerra de África entre España y Marruecos.
- 1884: en la provincia de Santa Fe se funda la ciudad de Venado Tuerto.
- 1903: en la ciudad de Madrid (España) se funda el Club Atlético de Madrid.
- 1904: en Madrid (España), el escritor Benito Pérez Galdós se convierte en diputado republicano.
- 1915: en Londres (Reino Unido) ―en el marco de la Primera Guerra Mundial―, los aliados e Italia firman el Tratado de Londres, un acuerdo secreto en el que los aliados ofrecen a Italia compensaciones territoriales si declara la guerra contra Austria.
- 1922: en Málaga (España) se incendia el edificio de la aduana. Fallecen 28 personas.
- 1922: en la provincia de Santander (Colombia) se crea el municipio de Barrancabermeja.
- 1924: se publica El proceso, la primera de las grandes novelas de Franz Kafka.
- 1925: en la República alemana, Paul von Hindenburg es elegido presidente.
- 1928: en España, Ramón Pérez de Ayala es elegido académico de la lengua.
- 1931: se publica la novela Las olas, de Virginia Woolf.
- 1933: en Alemania, Hermann Göring establece la policía secreta nazi Gestapo.
- 1936: en Francia, el Frente Popular gana las elecciones.
- 1937: en el contexto de la guerra civil española, la Legión Cóndor alemana y la Aviación Legionaria italiana, que combatían en favor del bando sublevado, bombardean la ciudad de Guernica con bombas incendiarias y explosivas que arrasaron la ciudad a tal punto que el propio mando sublevado no quiso reconocerlo públicamente. El ejército alemán utilizaría el ataque como un ensayo para los posteriores bombardeos masivos de la Segunda Guerra Mundial.
- 1942: en Honkeiko (China), fallecen 1500 mineros en uno de los peores desastres mineros.
- 1942: en La Habana Vieja (Cuba) se funda el restaurante La Bodeguita del Medio.
- 1954: en una barcaza cerca del atolón Bikini, Estados Unidos detona la bomba de hidrógeno Unión, de 6,9 megatones. En comparación, la bomba atómica Little Boy fue de 0,016 megatones.
- 1961: los presidentes de Yugoslavia y la República Árabe de Egipto se reúnen para conformar el grupo de Países No Alineados.
- 1966: en la República Socialista Soviética de Uzbekistán, un terremoto destruye la capital, Taskent.
- 1968: en un pozo artificial, a 1161 metros bajo tierra, en el área U del Sitio de pruebas atómicas de Nevada (a unos 100 km al noroeste de la ciudad de Las Vegas), a las 7:00 (hora local) Estados Unidos detona su bomba atómica Boxcar, de 1,3 megatones. Es la bomba n.º 556 de las 1132 que Estados Unidos detonó entre 1945 y 1992.
- 1973: Paraguay y Brasil firman el Tratado de la represa binacional de Itaipú.
- 1973: en un pozo artificial, a 246 metros de profundidad, en el área U3hv del Sitio de pruebas atómicas de Nevada (a unos 100 km al noroeste de la ciudad de Las Vegas), a las 7:15 (hora local), Estados Unidos detona su bomba atómica Comor, de 0.5 kilotones. Dos horas después, a 564 m de profundidad (en el área U2bs) detona la bomba Starwort, de 90 kilotones. Son las bombas n.º 791 y 792 de las 1132 que Estados Unidos detonó entre 1945 y 1992.
- 1985: en Buenos Aires (Argentina) se produce el incendio del neuropsiquiátrico Saint Emilien, que deja un saldo de 86 muertos.
- 1986: en la central de Chernóbil (Ucrania) se produce el mayor accidente nuclear de la Historia (Desastre de Chernóbil).
- 1989: se transmite en Japón el primer episodio de la exitosa serie de anime, Dragon Ball Z.
- 1990: en Bogotá (Colombia) la banda terrorista de derechas Autodefensas Unidas de Colombia asesina a Carlos Pizarro Leongómez, candidato a la presidencia por la Alianza Democrática M-19.
- 1994: en Sudáfrica comienzan las primeras elecciones con sufragio universal.
- 1998: en Ciudad de Guatemala, el obispo Juan Gerardi es salvajemente asesinado. Dos días antes había publicado su informe Guatemala: nunca más, donde presentó pruebas del terrorismo de Estado en ese país: 200 000 indígenas asesinados y un millón de exiliados. Nueve de cada diez víctimas eran civiles desarmados, en su mayoría indígenas.
- 1999: en Estados Unidos se lanza el primer disco del Grupo Fantômas, liderada por Mike Patton.
- 2000: en Bogotá (Colombia) suceden los enfrentamientos armados en la cárcel La Modelo, 32 muertos, 17 heridos y 17 desaparecidos.
- 2000: la selección andorrana de fútbol consigue la primera victoria de su historia en un partido oficial, 2-0 ante la selección de Bielorrusia.
- 2003: en el estado de Utah (Estados Unidos), el montañista Aron Ralston sufre un accidente en una cueva del cañón Blue John cuando una enorme roca le aplasta el antebrazo derecho, dejándolo atrapado. Cinco días después logra liberarse, tras mutilarse el brazo.
- 2005: en Siria se retira la última de sus guarniciones militares del Líbano, poniendo fin a 29 años de ocupación militar del país.
- 2009: el Polo Norte geográfico fue alcanzado por primera vez por la expedición rusa MLAE-2009 de Vasili Yelagin.
- 2012: sale a luz el sistema Ubuntu 12.04 LTS Precise Pangolin.
- 2013: en El Aaiún (Sáhara Occidental) al menos 40 personas (incluyendo ocho policías) son heridas durante una manifestación a favor de la independencia promovida por la RASD, según la prefectura de la ciudad y la ONG Amnistía Internacional.[1]
- 2013: en Kandahar (Afganistán) 45 muertos por la colisión entre un autobús y un camión tras un ataque talibán.[2]
- 2013: en Moscú (Rusia), el Servicio Federal de Seguridad detiene a 140 personas por su presunta vinculación con organizaciones extremistas islamistas.
- 2017: en el marco del final de la misión espacial Cassini-Huygens, la nave espacial Cassini se adentra en los anillos de Saturno.
- 2018: el líder supremo de Corea del Norte Kim Jong-un y el presidente de Corea del Sur, Moon Jae-in, se reúnen por primera vez.
- 2018: en Estados Unidos y varios países, se estrena Avengers: Infinity War del Universo Cinematográfico de Marvel.
- 2019: en Estados Unidos y varios países, se estrena Avengers: Endgame del Universo Cinematográfico de Marvel, la película de mayor recaudación de la historia del cine.

## Nacimientos
- 121: Marco Aurelio, emperador y filósofo romano (f. 180).
- 571: Mahoma, profeta árabe, fundador del islamismo (f. 632).
- 757: Hisham I de Al-Ándalus, emir de Córdoba (f. 796).
- 764: Al-Hadi, califa abasí (f. 786).
- 1319: Juan II el Bueno, rey francés (f. 1364).
- 1538: Giovanni Paolo Lomazzo, pintor italiano (f. 1600).
- 1575: María de Médici, aristócrata italiana, esposa del rey francés Enrique IV (f. 1642).
- 1577: Isabel de Nassau, aristócrata neerlandesa (f. 1642).
- 1587: Fernando I Gonzaga de Mantua, aristócrata italiano (f. 1626).
- 1607: Magdalena Catalina del Palatinado-Zweibrücken, noble alemana (f. 1648).
- 1697: Adam Falckenhagen, compositor alemán (f. 1754).
- 1648: Pedro II, rey portugués (f. 1706).
- 1710: Thomas Reid, pensador británico (f. 1796).
- 1711: Jeanne-Marie Leprince de Beaumont, escritora francesa (f. 1780).
- 1718: Esek Hopkins, almirante estadounidense (f. 1802).
- 1721: Guillermo Augusto de Cumberland, aristócrata y militar británico (f. 1765).
- 1745: Johann Anton Güldenstädt, naturalista y explorador alemán (f. 1781).

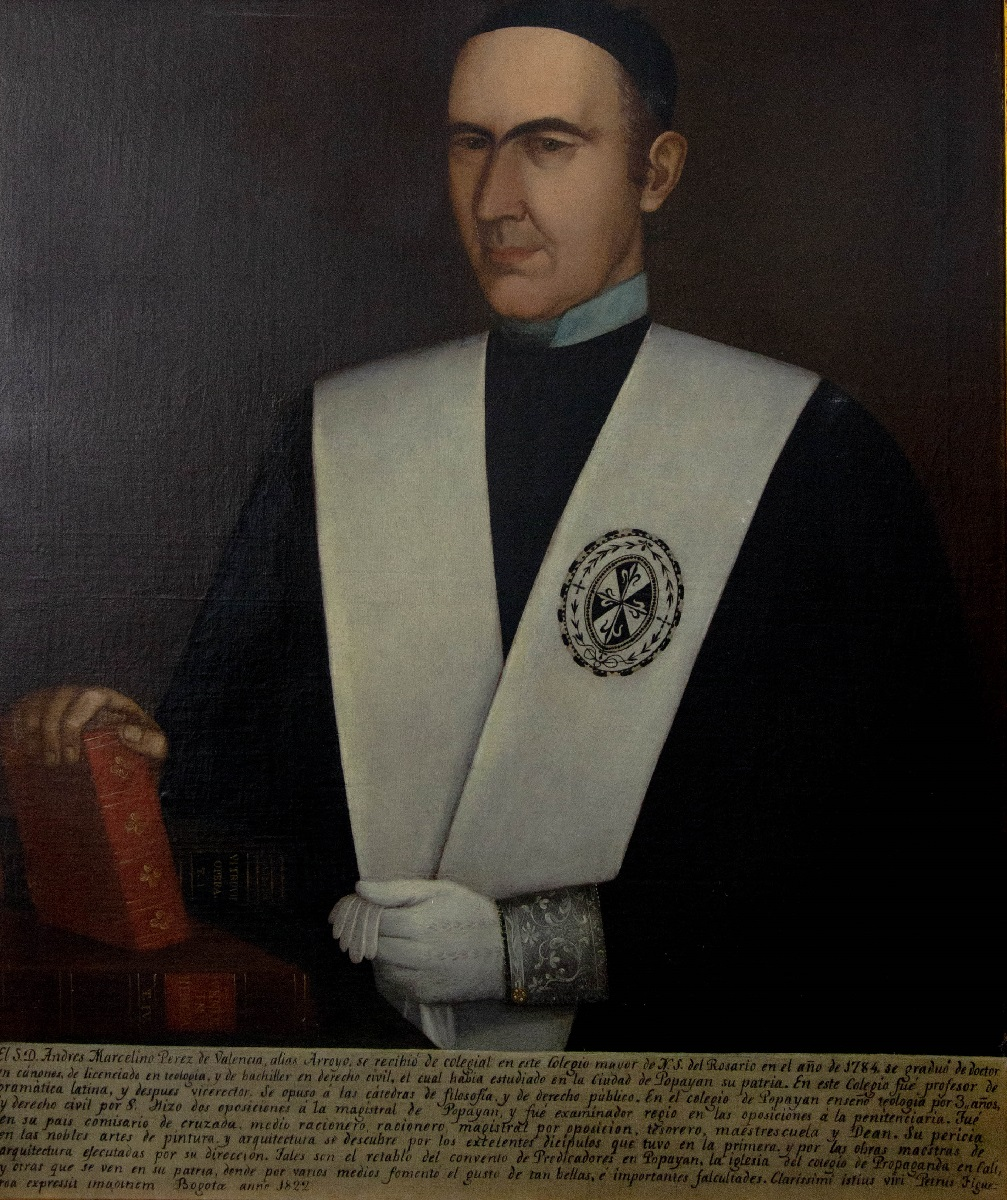
Marcelino Pérez de Arroyo.

- 1764: Marcelino Pérez de Arroyo, clérigo y arquitecto neogranadino (f. 1833).
- 1765: Emma Hamilton, dama británica (f. 1815), amante de Lord Nelson.
- 1774: Leopold von Buch, naturalista, geólogo y paleontólogo alemán (f. 1853).
- 1780: Gotthilf Heinrich von Schubert, médico y naturalista alemán (f. 1860).
- 1782: María Amalia de Borbón-Dos Sicilias, aristócrata francesa, esposa del rey francés Luis Felipe (f. 1866).
- 1785: John James Audubon, naturalista y ornitólogo estadounidense (f. 1851).
- 1787: Ludwig Uhland, poeta y filólogo alemán (f. 1862).
- 1789: Mathias Numsen Blytt, botánico noruego (f. 1862).
- 1798: Eugène Delacroix, pintor francés (f. 1863).
- 1817: Franz Heinrich Siesmayer, botánico, horticultor, y diseñador alemán (f. 1900).
- 1821: Robert Adamson, fotógrafo británico (f. 1848).
- 1822: Frederick Law Olmsted, arquitecto estadounidense (f. 1903).
- 1834: Vladímir Bets, médico y científico ucraniano (f. 1894).
- 1834: Hugo Schiff, químico alemán (f. 1915).
- 1842: François Hennebique, ingeniero, arquitecto y constructor francés (f. 1921).
- 1845: Jorge Montt, marino y político chileno (f. 1922).
- 1847: Cleto Zavala, compositor español (f. 1912).
- 1859: Nicolás Mijáilovich Románov, aristócrata ruso (f. 1919).
- 1864: Caetano da Costa Alegre, poeta portugués (f. 1890).
- 1865: Akseli Gallen-Kallela, pintor finlandés (f. 1931).
- 1872: William Desmond Taylor, actor y cineasta irlandés (f. 1922).
- 1878: Rafael Guízar y Valencia, primer obispo mexicano (f. 1938).
- 1878: Eric Campbell, actor británico (f. 1917).
- 1879: Owen Willans Richardson, físico británico, premio nobel de física en 1928 (f. 1959).
- 1884: Marcelino Domingo, escritor y político español (f. 1939).
- 1885: Carl Einstein, anarquista alemán (f. 1940).
- 1886: Ma Rainey, cantante estadounidense (f. 1939).
- 1889: Anita Loos, novelista y guionista estadounidense (f. 1981).
- 1889: Ludwig Wittgenstein, filósofo angloaustriaco (f. 1951).
- 1892: Wendel Polich, astrólogo argentino (f. 1979).
- 1894: Rudolf Hess, militar y político alemán (f. 1987).
- 1896: Ernst Udet, militar alemán (f. 1941).
- 1897: Eddie Eagan, deportista estadounidense (f. 1967).
- 1897: Douglas Sirk, cineasta estadounidense de origen alemán (f. 1987).
- 1897: Olga Chéjova, actriz rusa (f. 1980).
- 1898: Vicente Aleixandre, poeta español, premio nobel de literatura en 1977 (f. 1984).
- 1898: John Grierson, cineasta británico (f. 1972).
- 1899: Juana Mordó, marchante de arte española (f. 1984).
- 1900: Roberto Arlt, escritor argentino (f. 1942).
- 1900: Charles Richter, sismólogo estadounidense (f. 1985).
- 1902: Alessandro Passerin d'Entrèves, filósofo italiano (f. 1985).
- 1903: Enrique Beltrán, biólogo mexicano  (f. 1994).
- 1905: Raúl Leoni, presidente venezolano (f. 1972).
- 1905: Jean Vigo, cineasta francés (f. 1934).
- 1906: José María de Llanos Pastor, sacerdote jesuita y militante comunista español (f. 1992).
- 1912: A. E. van Vogt, escritor canadiense de ciencia ficción (f. 2000).
- 1913: Creu Casas Sicart, farmacéutica y brióloga española (f. 2007)
- 1914: Bernard Malamud, cuentista y novelista estadounidense (f. 1986).
- 1916: Morris West, escritor australiano (f. 1999).
- 1917: Ieoh Ming Pei, arquitecto estadounidense de origen chino (f. 2019).
- 1918: Fanny Blankers-Koen, atleta neerlandesa (f. 2004).
- 1921: Jimmy Giuffre, saxofonista estadounidense (f. 2008).
- 1924: Gyula Kosice, escultor argentino de origen checo (f. 2016).
- 1930: Juan Carlos Araujo, actor argentino (f. 2012).
- 1931: Teresa Blasco, actriz argentina (f. 2006).
- 1932: Michael Smith, químico canadiense, premio nobel de química en 1993 (f. 2000).
- 1933: Carol Burnett, actriz estadounidense.
- 1933: Filiberto Ojeda Ríos, activista independentista puertorriqueño (f. 2005).
- 1933: Arno Allan Penzias, científico estadounidense de origen alemán, premio nobel de física en 1978.
- 1934: Manolo Zarzo, actor español.
- 1936: Llorenç Vidal Vidal, poeta español.
- 1937: Haílton Corrêa de Arruda (Manga), futbolista brasileño.
- 1937: Jean-Pierre Beltoise, piloto francés de Fórmula 1 (f. 2015).
- 1937: Karin Pistarini, modelo, actriz y presentadora de televisión argentina (f. 2021).
- 1938: Nino Benvenuti, boxeador italiano.
- 1940: Giorgio Moroder, compositor italiano.
- 1941: John Mitchell, compositor estadounidense.
- 1941: Claudine Auger, actriz francesa (f. 2019).
- 1942: Raúl Lecouna, productor de telenovelas argentino (f. 2022).
- 1943: Peter Zumthor, arquitecto suizo.
- 1943: Tom Jones, piloto estadounidense de automovilismo (f. 2015).
- 1943: Gary Wright, músico, cantante y compositor estadounidense (f. 2023).
- 1945: Jorge Serrano Elías, político, ingeniero, dictador y delincuente guatemalteco.
- 1948: Adrián "Facha" Martel, actor argentino (f. 2013).
- 1949: Carlos Bianchi, jugador y entrenador de fútbol argentino.
- 1949: Dominic Sena, director de videoclips y películas estadounidense.
- 1949: Issei Sagawa, asesino japonés.
- 1951: Tito Valverde, actor español.
- 1950: Lorenzo Palacios Quispe, músico y cantante peruano (f. 1994).
- 1951: Diego Verdaguer, cantante argentino-mexicano (f. 2022).
- 1954: Sonia Tschorne, arquitecta chilena.
- 1955: Ulrika Knape, clavadista sueca.
- 1956: Imanol Arias, actor español.
- 1958: Jeffrey Guterman, educador, autor, y profesor estadounidense.
- 1958: Dick Miller, jugador de baloncesto estadounidense (f. 2014).
- 1958: Johnny Dumfries, piloto de automovilismo británico (f. 2021).
- 1958: Giancarlo Esposito, actor estadounidense de origen danés.
- 1959: Pedro Pierluisi, abogado y político puertorriqueño, gobernador de Puerto Rico desde 2021.
- 1959: Leonardo Dantés, cantante compositor y actor español.
- 1960: Roger Andrew Taylor, baterista británico, de la banda Duran Duran.
- 1960: Martín Varsavsky, empresario argentino.
- 1961: Leif Andersson, deportista sueco.
- 1961: Joan Chen, actriz y cineasta china.
- 1961: José Santos, jinete chileno.

Matteo Messina Denaro

- 1962: Héctor Enrique, futbolista y entrenador argentino.
- 1962: María del Monte, cantante y presentadora española.
- 1962: Kōji Tsujitani, seiyū japonés (f. 2018).
- 1962: Matteo Messina Denaro, mafioso italiano (f. 2023).
- 1963: Jet Li, actor y especialista en artes marciales chino.
- 1965: Kevin James, actor estadounidense.
- 1966: Javier Cano, escritor murciano.
- 1967: Kane, luchador profesional estadounidense.
- 1967: Liliana Rodríguez, actriz y cantante venezolana.
- 1969: Pablo Alfaro, futbolista español.
- 1970: Melania Trump, ex primera dama estadounidense.
- 1973: Óscar García Junyent, exjugador y entrenador español de fútbol.
- 1973: Nikola Radulović, baloncestista croata-italiano.
- 1973: Andres Gerber, futbolista suizo.
- 1973: Lee Woon-jae, futbolista surcoreano.
- 1974: Werner Eschauer, tenista austriaco.
- 1975: Joey Jordison, baterista estadounidense, de la banda Slipknot (f. 2021).
- 1975: Nicolás Asencio, futbolista ecuatoriano.
- 1976: Roberto San Martín, actor cubano.
- 1977: Jason Earles, actor estadounidense.
- 1977: Tom Welling, actor estadounidense.
- 1977: Raphaël Wicky, futbolista suizo.
- 1977: Janneke Schopman, jugadora de hockey sobre césped neerlandesa.
- 1978: Avant, cantante estadounidense de R&B.
- 1978: Elson Becerra, futbolista colombiano (f. 2006).
- 1978: Mariana Brey, periodista argentina.
- 1978: Stana Katic, actriz canadiense.
- 1978: Peter Madsen, futbolista danés.
- 1978: Stephen Williams, director  de televisión y cine canadiense.
- 1978: Shinnosuke Tachibana, seiyū japonés.
- 1979: Ariane Moffatt, cantante y compositora canadiense.
- 1979: Sergio Jadue, exdirigente chileno del fútbol y lanza internacional.
- 1979: Sara Thunebro, futbolista sueca.
- 1980: Marlon King, futbolista británico.
- 1980: Channing Tatum, actor, productor y modelo estadounidense.

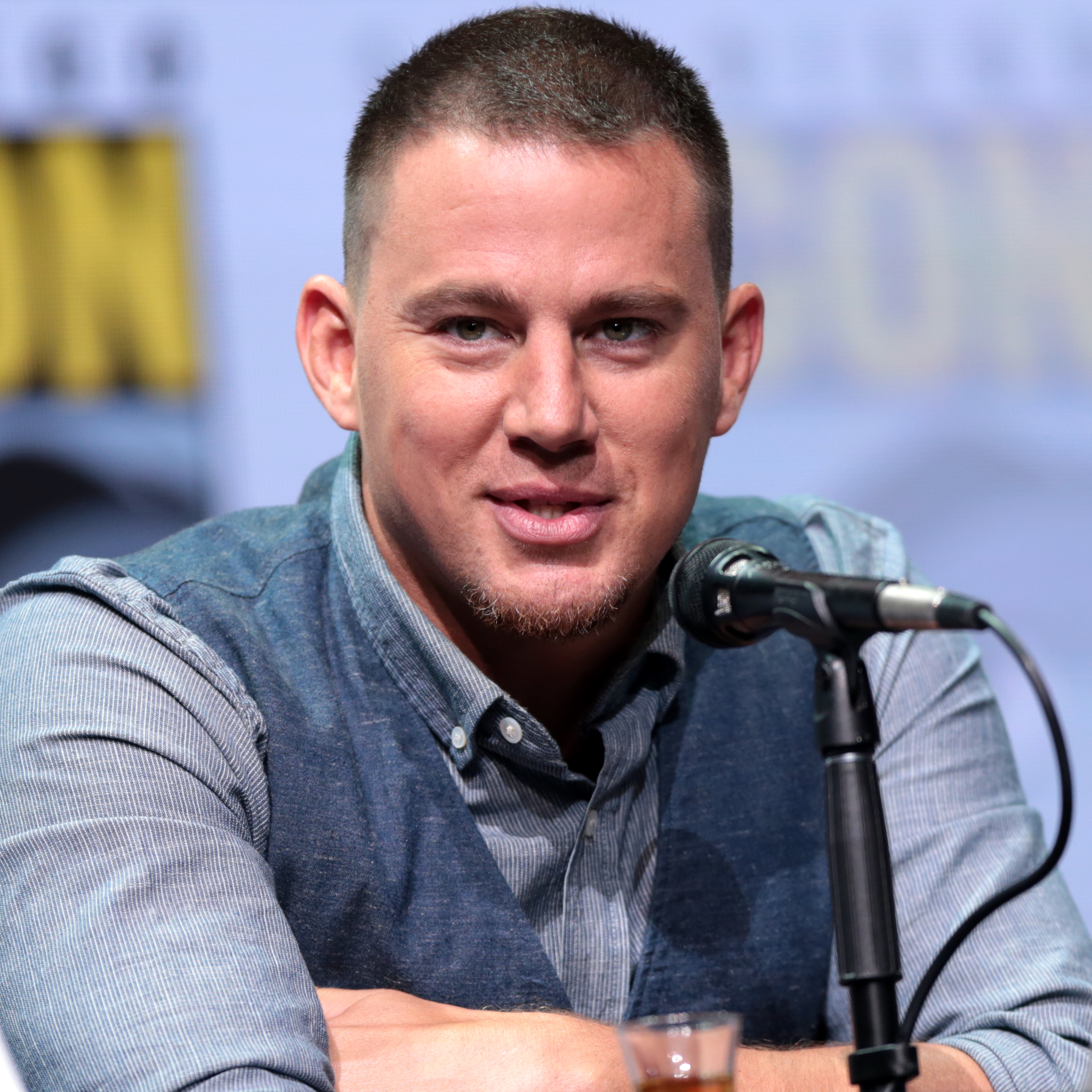

- 1981: Matthieu Delpierre, futbolista francés.
- 1981: Caro Emerald, cantautora neerlandesa.
- 1982: Jonathan Figueroa, luchador profesional estadounidense.
- 1982: Jon Lee, cantante, actor y bailarín británico, de la banda S Club 7.
- 1982: Alejandro Machado, beisbolista venezolano.
- 1983: Rodolfo Collazo, remero olimpista uruguayo.
- 1983: José María López, piloto de carreras argentino.
- 1983: Jessica Lynch, militar estadounidense.
- 1984: Mija Martina, cantante bosnioherzegovina.
- 1985: Gustavo Pastor, futbolista argentino.
- 1985: John Isner, tenista estadounidense.
- 1986: Jesús Chávez, futbolista mexicano.
- 1987: Coke Andújar, futbolista español.
- 1987: Christian Bermúdez, futbolista mexicano.
- 1988: Óscar Trejo, futbolista argentino.
- 1988: Macarena García, cantante y actriz española.
- 1988: Rauf Mamedov, ajedrecista azerí.
- 1988: Bakary Sako, futbolista francés.
- 1989: Luke Bracey, actor australiano.
- 1989: Rubén Pérez del Mármol, futbolista español.
- 1989: Aarón Ñíguez, futbolista español.
- 1990: Jonathan dos Santos, futbolista mexicano.
- 1990: Albert Torres Barceló, ciclista español.
- 1991: Benjamin Lecomte, futbolista francés.
- 1992: Aaron Judge, beisbolista estadounidense.
- 1994: Daniil Kvyat, piloto ruso de automovilismo.
- 1994: Zoe Smith, halterófila británica.
- 1995: Gioele Bertolini, ciclista italiano.
- 1996: Christoff Bryan, atleta jamaicano.
- 1996: Pablo Ráez, deportista y bloguero español (f. 2017).
- 1996: Mattia Camboni, regatista italiano.
- 1997: Santiago Scotto, futbolista uruguayo.
- 1997: Shunta Shimura, futbolista japonés.
- 1997: Jhegson Méndez, futbolista ecuatoriano.
- 1997: Moritz Wagner, baloncestista alemán.
- 1997: Pedro Martínez Portero, tenista español.
- 1998: Phidarian Mathis, jugador de fútbol americano estadounidense.
- 1999: Daniel Hausser, actor pornográfico estadounidense.
- 1999: Junior Huerto, futbolista peruano.
- 1999: Mauro Luna Diale, futbolista argentino.
- 1999: Luis Castillo Saa, futbolista ecuatoriano.
- 1999: Vítězslav Hornig, biatleta checo.
- 1999: Kobie Turner, jugador de fútbol americano estadounidense.
- 1999: Bryce Baringer, jugador de fútbol americano estadounidense.
- 1999: Bailey Zappe, jugador de fútbol americano estadounidense.
- 1999: Amaré Barno, jugador de fútbol americano estadounidense.
- 2000: Antonio Díaz Campos, futbolista chileno.
- 2000: Valter Chrintz, balonmanista sueco.
- 2000: Timi Zajc, saltador de esquí esloveno.
- 2000: Jristos Frantzeskakis, atleta griego.
- 2000: François Cauchon, esgrimista canadiense.
- 2003: Lukas Wallner, futbolista austriaco.
- 2006: Kamila Valíyeva, patinadora artística sobre hielo rusa.

## Fallecimientos
- 304: Marcelino, papa católico entre 296 y 304 (¿?).
- 865: Pascasio Radberto, santo francés.  (n. 792).
- 911: Wifredo II Borrell, conde de Barcelona, Gerona y Osona (897-911) (n. 874).
- 1192: Go-Shirakawa Tennō, 77.º emperador de Japón (n. 1127).
- 1310: Constanza de Montcada, noble francesa (n. 1245).
- 1476: Simonetta Vespucci, musa, modelo y noble italiana (n. 1453).
- 1478: Juliano de Médici, hermano de Lorenzo de Médici (n. 1453).
- 1478: Francisco de Pazzi, principal causante de la conspiración de los Pazzi (n. 1444).
- 1489: Ashikaga Yoshihisa, shogun japonés (n. 1465).
- 1717: Samuel Bellamy, pirata británico (n. 1689).
- 1726: Jeremy Collier, obispo británico (n. 1650).
- 1815: Carsten Niebuhr, explorador, matemático, naturalista y cartógrafo alemán (n. 1815).
- 1865: John Wilkes Booth, actor y criminal estadounidense, asesino del presidente Abraham Lincoln (n. 1838).
- 1872: Pedro Alcántara Herrán, político colombiano (n. 1800).
- 1893: Carl Fredrik Nyman, botánico sueco (n. 1820).
- 1900: Eugenio Torelli Viollier, periodista italiano, cofundador del periódico Corriere della Sera (n. 1842).
- 1907: Josef Hellmesberger, compositor, director y violinista austriaco (n. 1855).
- 1910: Bjørnstjerne Martinus Bjørnson, político y escritor noruego, premio nobel de literatura en 1903 (n. 1832).
- 1920: Srinivas Ramanuyán, matemático indio (n. 1887).
- 1923: Pablo Podestá, actor, cantor, escultor, acróbata y pintor uruguayo (n. 1875).
- 1938: Rafael Arnaiz Barón, místico español (n. 1911).
- 1940: Carl Bosch, químico e industrial alemán, premio nobel de química en 1931 (n. 1874).
- 1941: Eduardo Toda, diplomático, arqueólogo, egiptólogo y sinólogo español (n. 1855).
- 1945: Sigmund Rascher, médico nazi alemán (n. 1909).
- 1946: Alastair Windsor, aristócrata británico, miembro de la familia real (n. 1914).
- 1951: Arnold Sommerfeld, físico alemán (n. 1868).
- 1956: Edward Arnold, actor estadounidense (n. 1890).
- 1957: Gichin Funakoshi, artista marcial japonés (n. 1868).
- 1964: Heliodoro Charis, militar mexicano (n. 1896).
- 1967: María Cano, política y activista colombiana (n. 1887).
- 1969: Morihei Ueshiba, artista marcial japonés (n. 1883).
- 1969: William Samuel Sadler, cirujano y psicoanalista estadounidense (n. 1875).
- 1974: María Fernanda Ladrón de Guevara, actriz española (n. 1897).
- 1976: Andréi Grechko, militar soviético (n. 1903).
- 1982: Félix Artuso (37), militar argentino asesinado por error durante la Guerra de Malvinas (n. 1945).
- 1984: Count Basie, músico estadounidense de jazz (n. 1904).
- 1986: Broderick Crawford, actor estadounidense (n. 1911).
- 1986: Valery Khodemchuk, ingeniero soviético (n. 1951).
- 1988: Valeri Legásov, químico, profesor universitario y físico soviético (n. 1936).
- 1988: Valerie Solanas, escritora feminista estadounidense (n. 1936).
- 1988: Lygia Clark, artista brasileña (n. 1920).
- 1989: Lucille Ball, actriz estadounidense (n. 1911).
- 1990: Carlos Pizarro Leóngómez, comandante máximo de la guerrilla urbana M-19 y político colombiano (n. 1951).
- 1991: Carmine Coppola, compositor y director musical estadounidense (n. 1910).
- 1992: Alberta Vaughn, actriz estadounidense (n. 1904).
- 1995: Luis Miravitlles, divulgador científico español (n. 1930).
- 1998: Juan Gerardi, obispo guatemalteco; asesinado (n. 1922).
- 2005: Augusto Roa Bastos, escritor paraguayo (n. 1917).
- 2005: Maria Schell, actriz austriaca (n. 1926).
- 2005: Mason Adams, actor estadounidense (n. 1919).
- 2007: Conchita Montenegro, modelo, bailarina y actriz española (n. 1911).
- 2007: Jack Valenti, actor estadounidense (n. 1921).
- 2011: Carlos Zavaleta Rivera, escritor y diplomático peruano (n. 1928).
- 2013: George Jones, cantante estadounidense (n. 1931).
- 2014: Adolf Seilacher, paleontólogo alemán (n. 1925).
- 2015: Alcides López Aufranc, militar y empresario argentino (n. 1921).
- 2017: Jonathan Demme, director de cine estadounidense (n. 1944).
- 2019: Elina Bystrítskaya, actriz soviética (n. 1928).
- 2020: Aarón Hernán, actor mexicano (n. 1930).
- 2020: Carlos Regazzoni, escultor y pintor argentino (n. 1943).
- 2021: Jesús Fichamba, cantante ecuatoriano (n. 1947).
- 2021: Vassos Lyssaridis, político chipriota (n. 1920).
- 2022; Ica Novo, Cantautor Argentino (n. 1951)

## Celebraciones
- Día Internacional de Recordación del Desastre de Chernóbil.

- Día Mundial de la Propiedad Intelectual.

- Día de la Visibilidad Lésbica.

Celebraciones compartidas
(Por orden alfabético)
- Bolivia,  Colombia,  Costa Rica,  El Salvador,  Guatemala,  Nicaragua,  Perú y  República Dominicana:
  - Día de la Secretaria.

 Por países
(Por orden alfabético)
- Argentina: 
  - Día del Librero.[3]

- Paraguay: 
  - Día del Periodista.[4]

### Santoral católico

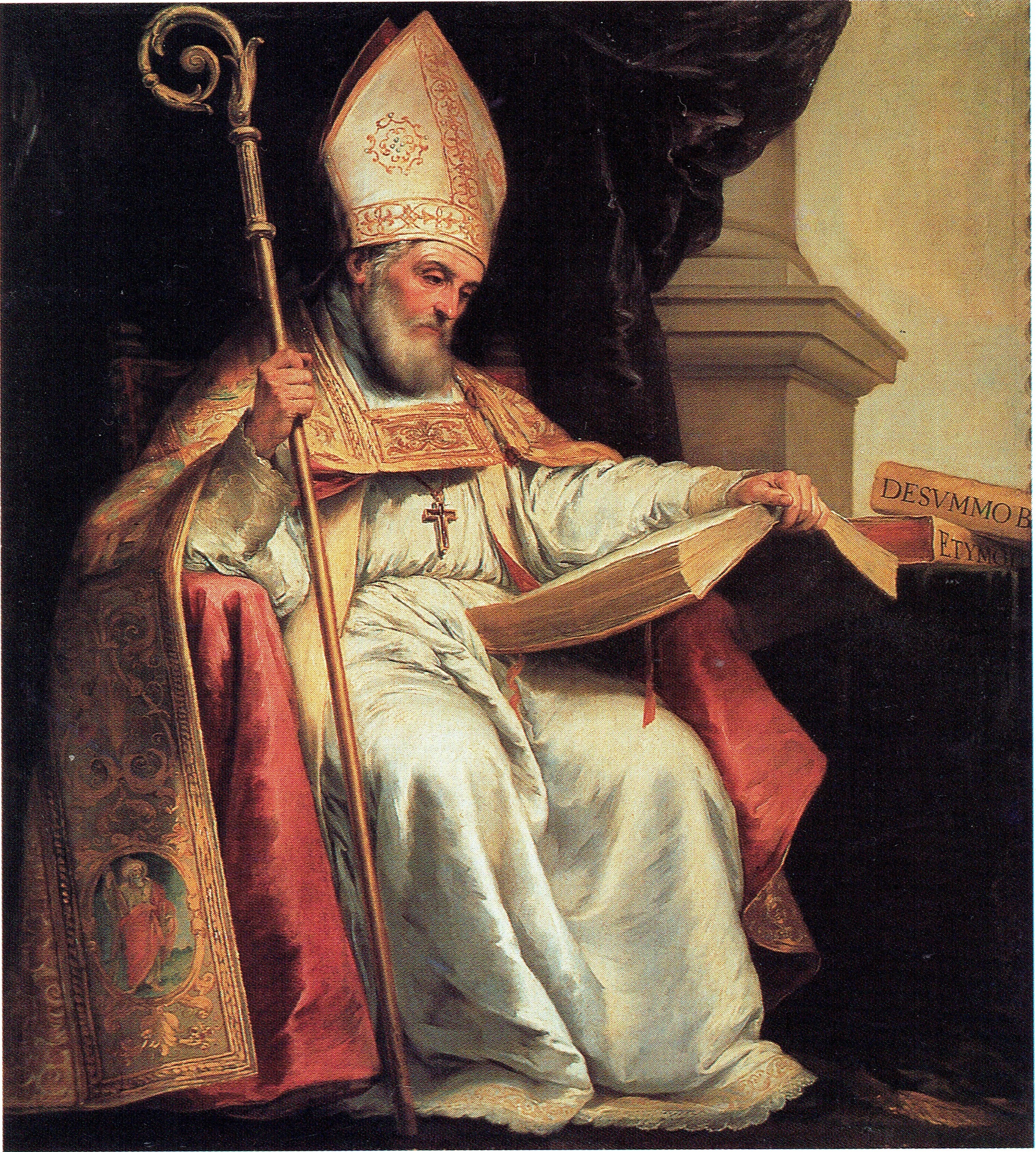
San Isidoro (1655), obra de Bartolomé Esteban Murillo, Sacristía mayor de la Catedral de Sevilla.

- San Isidoro de Sevilla,[5]santo patrón de las facultades de Filosofía y Letras. (imagen ilustrativa).
- San Cleto papa (s. I).[5]
- San Rafael Arnaiz Barón.
- San Anacleto, papa, también llamado San Cleto.
- San Basileo.[5]
- Nuestra Señora del Buen Consejo.[5]
- San Esteban de Moscú.[5]
- Santa Exuperancia, virgen.
- San Pascasio Radberto.[5]
- San Peregrino.[5]
- San Primitivo de Gabio.[5]
- San Ricario.
- San Lupo.
- San Tarsicio, mártir.[6]
- San Guillermo de Foggia (s. XII).[5]
- Beato Domingo (s. XIII).[5]
- Beato Gregorio (s. XIII).[5]
- Beato Julio Junyer Padern (s. XX).[5]